# Baranovski 2
Baranovski 2 – drugi album studyjny polskiego wokalsty Baranovskiego. Wydawnictwo ukazało się 22 października 2021 roku nakładem wytwórni Warner Music Poland.
Album zadebiutował na 14. miejscu polskiej listy sprzedaży - OLiS.
Nagrania uzyskały certyfikat platynowej płyty za sprzedaż ponad 30 tysięcy kopii.
Certyfikaty uzyskały również dwa single: „Lubię być z nią” – diamentowa płyta oraz „Nie mamy nic” – platynowa płyta.
Autorem tekstów i muzyki jest sam Baranovski. Współautorem tekstu w utworze „Wolność” jest Piotr Szmidt.
Za mix i mastering odpowiada Rafał Smoleń.

## Lista utworów
Opracowano na podstawie materiału źródłowego
| Nr  | Tytuł utworu                    | Długość |
| --- | ------------------------------- | ------- |
| 1.  | „Momenty”                       | 3:41    |
| 2.  | „Tęskno mi do gwiazd”           | 3:34    |
| 3.  | „Rewolucja”                     | 5:00    |
| 4.  | „Preludium Samsara”             | 1:09    |
| 5.  | „Samsara”                       | 4:02    |
| 6.  | „Lubię być z nią”               | 3:49    |
| 7.  | „Arizona”                       | 4:05    |
| 8.  | „Krucjata”                      | 2:06    |
| 9.  | „Wolność” (gośc. Ten Typ Mes)   | 3:31    |
| 10. | „Nie mamy nic”                  | 3:41    |
| 11. | „Cicho”                         | 4:30    |
| 12. | „Lubię być z nią (akustycznie)” | 5:08    |
|     |                                 | 44:16   |